# Županije Hrvaške
Županije Hrvaške so političnoupravne enote Hrvaške. Trenutno obstaja 21 županij, ki se nadalje delijo na občine.

## Seznam
Seznam županij je urejen po uradnem vrstnem redu iz Zakona o območjih županij, mest in občin (Hrvaška).
1. Zagrebška županija
2. Krapinsko-zagorska županija
3. Siško-moslavška županija
4. Karlovška županija
5. Varaždinska županija
6. Koprivniško-križevska županija
7. Bjelovarsko-bilogorska županija
8. Primorsko-goranska županija
9. Liško-senjska županija
10. Virovitiško-podravska županija
11. Požeško-slavonska županija
12. Brodsko-posavska županija
13. Zadrska županija
14. Osiješko-baranjska županija
15. Šibeniško-kninska županija
16. Vukovarsko-sremska županija
17. Splitsko-dalmatinska županija
18. Istrska županija
19. Dubrovniško-neretvanska županija
20. Medžimurska županija
21. Mesto Zagreb